# Stenopogon cinereus
Stenopogon cinereus är en tvåvingeart som beskrevs av Engel 1940. Stenopogon cinereus ingår i släktet Stenopogon och familjen rovflugor. Inga underarter finns listade i Catalogue of Life.